# فایشتریتستال
فایشتریتستال (به آلمانی: Feistritztal) یک شهرستان در اتریش است که در هارتبرگ فورستنفلد واقع شده‌است.